# Unionoida
Unionoida là một bộ trai nước ngọt, thân mềm hai mảnh vỏ thủy sinh. Bộ này bao gồm hầu hết các loài trai nước ngọt lớn, bao gồm cả trai ngọc nước ngọt. Các họ phổ biến nhất là Unionidae và Margaritiferidae. 

## Phân loại
Siêu họ và họ trong bộ Unionoida, như được liệt kê theo Bieler và cộng sự (2010).
Unionoida
- Siêu họ †Archanodontoidea Modell, 1957 (placement in Unionoida uncertain)
  - Họ †Archanodontidae Modell, 1957
- Siêu họ Etherioidea Deshayes, 1832
  - Họ Etheriidae Deshayes, 1832 (About 4 species)[3] (syn: Mulleriidae, Pseudomulleriidae)
  - Họ Iridinidae Swainson, 1840 (About 30 species)[3] (syn: Mutelidae, Pleiodontidae)
  - Họ Mycetopodidae Gray, 1840 (Between 40 to 50 species)[3]
- Siêu họ Hyrioidea Swainson, 1840
  - Họ Hyriidae Swainson, 1840 (Nearly 90 species)[3]
- Siêu họ †Trigonioidoidea Cox, 1952
  - Họ †Trigonioididae Cox, 1952
  - Họ †Jilinoconchidae Ma, 1989 (placement uncertain)
  - Họ †Nakamuranaiadidae Guo, 1981 (syn:Sinonaiinae, Nippononaiidae)
  - Họ †Plicatounionidae Chen, 1988
  - Họ †Pseudohyriidae Kobayashi, 1968
  - Họ †Sainschandiidae Kolesnikov, 1977
- Siêu họ Unionoidea Rafinesque, 1820
  - Họ Unionidae Rafinesque, 1820 (Less than 700 species)[3]
  - Họ Liaoningiidae Yu & Dong, 1993 (placement uncertain)
  - Họ Margaritiferidae Henderson, 1929 (Presumably less than 10 species)[3] (syn:Margaritaninae, Cumberlandiinae, Promargaritiferidae)
  - Họ †Sancticarolitidae Simone & Mezzalira, 1997